# MPS Records
Pour les articles homonymes, voir MPS.
MPS Records est un label discographique allemand de jazz, basé à Villingen-Schwenningen.

## Histoire
MPS (abréviation de Musik Produktion Schwarzwald, anglais : Music Production Black Forest) émerge en 1968 du label discographique et fabricant d'appareils radio SABA, géré depuis 1963 à Villingen par Hans Georg Brunner-Schwer. En collaboration avec Joachim-Ernst Berendt, Willi Fruth, Achim Hebgen et d'autres, Brunner-Schwer travaillait comme producteur et ingénieur du son dans le studio d'enregistrement de l'entreprise. Certaines productions ont été réalisées dans une atmosphère privée, dans le salon de la villa du fondateur du label.
Outre ses propres productions dans le studio MPS, des enregistrements de différents festivals de jazz comme les Berliner Jazztage, le festival de Donaueschingen ou le New Jazz Meeting de Baden-Baden sont publiés. De temps à autre, MPS publie également sous licence des enregistrements de labels de jazz américains. En 1968, MPS prend même brièvement en charge la distribution de Prestige en Allemagne. Outre les produits MPS, la présentation des pochettes de disques ainsi que les indications sur les artistes, l'instrumentation et la durée de l'enregistrement étaient également une marque de fabrique du label.
En 1999, Universal Music Group commence à rééditer les albums. Depuis 2000, Speakers Corner Records publie des rééditions en vinyle des albums individuels de MPS avec leur pochette originale. Universal se sépare du label en 2012, et Edel AG rachète MPS en janvier 2014.
En septembre 2018, plusieurs événements sont organisés à Villingen sous le titre 50 ans de MPS, notamment des concerts avec les frères Rolf et Joachim Kühn ainsi qu'avec Rob Mazurek et son groupe Immortal Birds Bright Wings, et le DJ britannique Funki Porcini.